# Хесин, Михаил Яковлевич
Михаил Яковлевич Хесин (18 октября 1948 — 3 октября 2017) — российский государственный и политический деятель. Депутат Государственной думы Федерального собрания Российской Федерации V созыва.

## Биография
Родился в Берлине в 1948. В 1973 году окончил Брянский технологический институт по специальности «инженер-строитель». На протяжении последующих десяти лет прошёл карьерный путь в сфере строительства: прораб, начальник производственно-технического отдела, главный инженер, старший прораб строительных управлений и трестов в Рыбинске, Можайске и Загорске (сейчас Сергиев Посад).
После с 1984 по 1989 год был заместителем начальника СУ ТЭЦ-25 треста «Мосэнергострой». В 1989 году Хесин создал при своей государственной организации частный бизнес — производственно-строительный кооператив «ТЭЦ-25» (ППСК «ТЭЦ-25»). Сначала организация занималась ремонтом, а потом начала строить жилые дома. Уже в 1995 году на долю застройщика приходилось более 3 % всех сданных метров жилья (100 тысяч кв. метров).
10 сентября 1997 года в возводимом 17-этажном доме, который строила ППСК «ТЭЦ-25», рухнули перекрытия в целом подъезде. У одной из дочерних компаний холдинга отобрали лицензию. На тот момент на разных стадиях, от изыскания до отделки, находилось около 1 млн м² строящегося жилья, из них свыше 500 тыс. — в монтаже. После происшествия головную структуру переименовали в «Гражданстройпроект». В 2004 году Хенин пригласил в партнёры первого вице-президента банка «Зенит». Новая структура стала называться «М. О. Р. Е.-Плаза» (от Moscow Office Real Estate).
«М. О. Р. Е.-Плаза» в 2006 году строила, по просьбе Владимира Ресина, и в Грозном. Это позволило Хесину в 2007 году стать советником президентом Чеченской Республики Рамзана Кадырова.

### Депутат Государственной думы
В 2007 году был избран депутатом Государственной Думы РФ пятого созыва в составе федерального списка кандидатов, выдвинутого политической партией «Либерально-демократическая партия России». В Думе был заместителем председателя Комитета ГД по строительству и земельным отношениям.
Михаил Хесин — заслуженный строитель Московской области и России; Почётный строитель Госстроя; Кавалер Золотого Почетного знака «Общественное признание» (2004); награждён медалью «В память 850-летия Москвы», орденом Ахмата Кадырова.